# Louis Lafitte
Louis Lafitte (Parijs, 15 november 1770 - aldaar, 3 augustus 1828) was een Frans kunstschilder. Hij werkte in een neoclassicistische stijl en was een tijdgenoot van Anne-Louis Girodet-Trioson en Jacques-Louis David. 

## Biografie
Lafitte begon zijn carrière als kunstenaar als leerling van de graveur Gilles Antoine Demarteau, later ging hij in de leer bij de kunstschilder Jean-Baptiste Regnault. 
In 1791 won hij de Prix de Rome voor zijn schilderij Regulus keert terug naar Carthago. Van 1791 tot 1796 leefde en werkte hij in Rome. Een van zijn werken uit die periode stuurde hij, voor de eerste keer, in voor de Parijse salon in 1795. Na zijn terugkeer, naar Parijs, in 1796 richtte Lafitte vanwege financiële omstandigheden zich voornamelijk op tekenen en het schilderen van decoraties. Bekend zijn zijn illustraties voor de Franse republikeinse kalender.
Samen met Merry-Joseph Blondel werkte hij aan een serie motieven die het verhaal van Cupido en Psyche verbeelden speciaal voor het ontwikkelen van behang. Met behulp van de techniek van houtsnijden werden in grisaille met grijstinten door Joseph Dufour deze illustraties als behang op de markt gebracht.

## Erkenning
In 1823 werd hij door de Franse overheid onderscheiden met de benoeming in het Legioen van Eer.
Louis Lafitte ligt begraven op de beroemde begraafplaats Père-Lachaise.

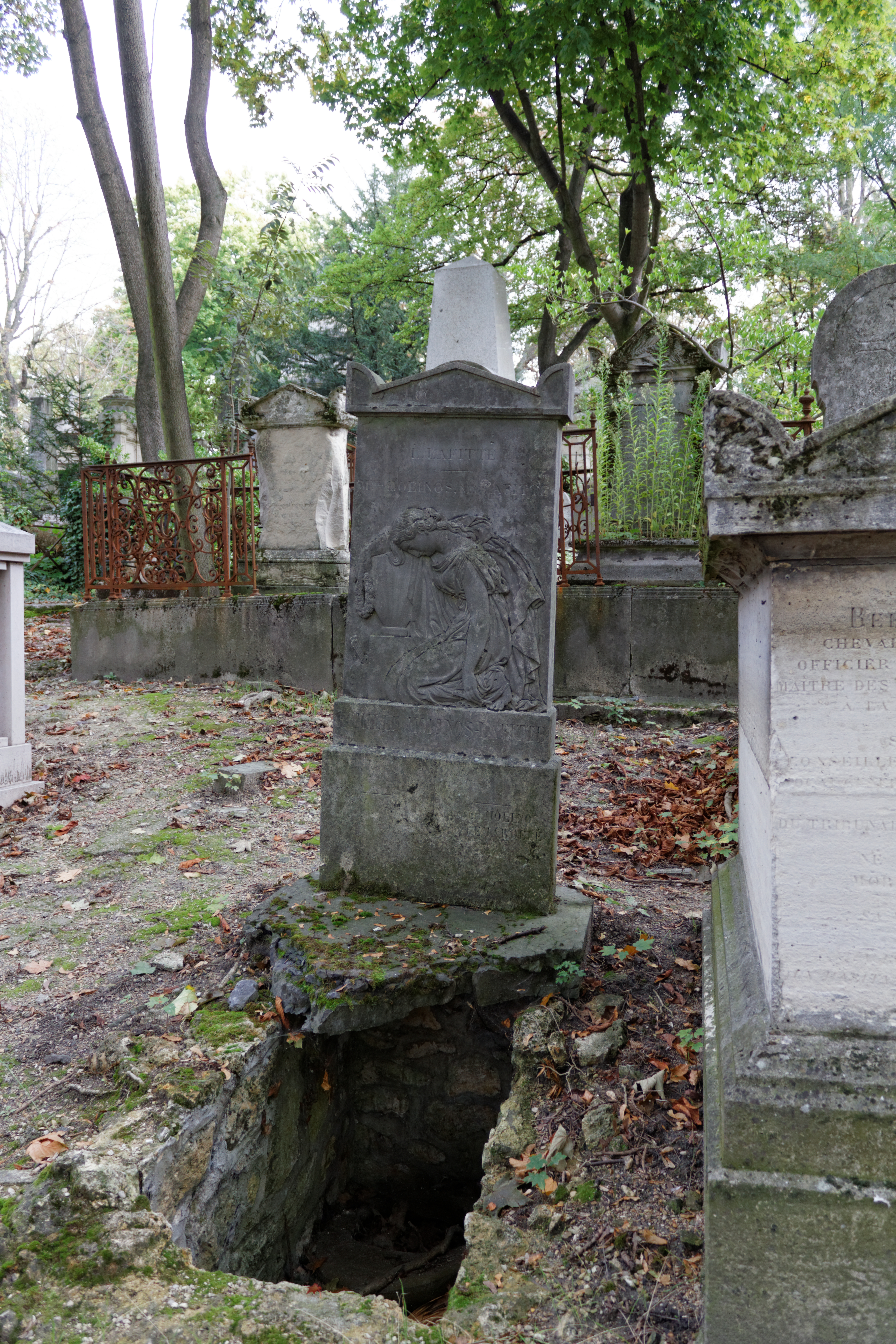
Grafsteen van Louis Lafitte op Cimetière du Père-Lachaise

## Galerij

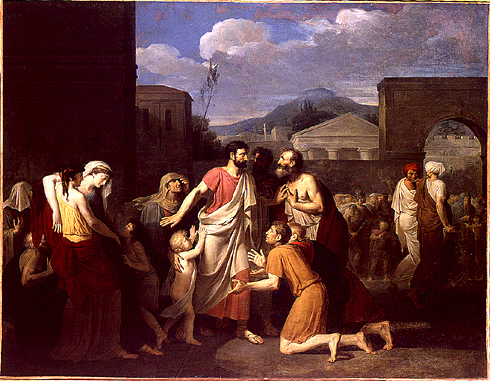
Regulus Keert terug naar Carthago (1791)
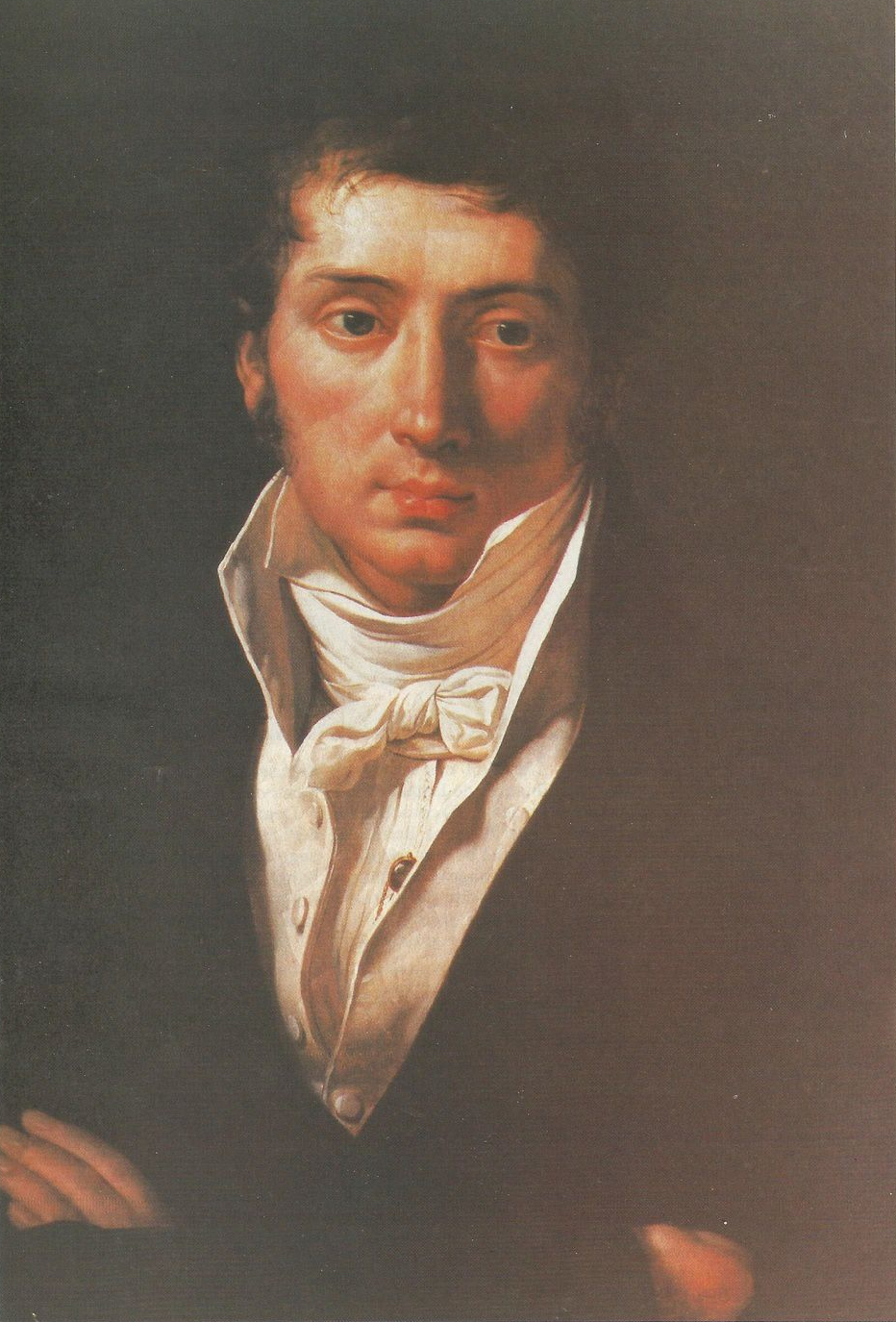
Ferdinand de Bertier de Sauvigny
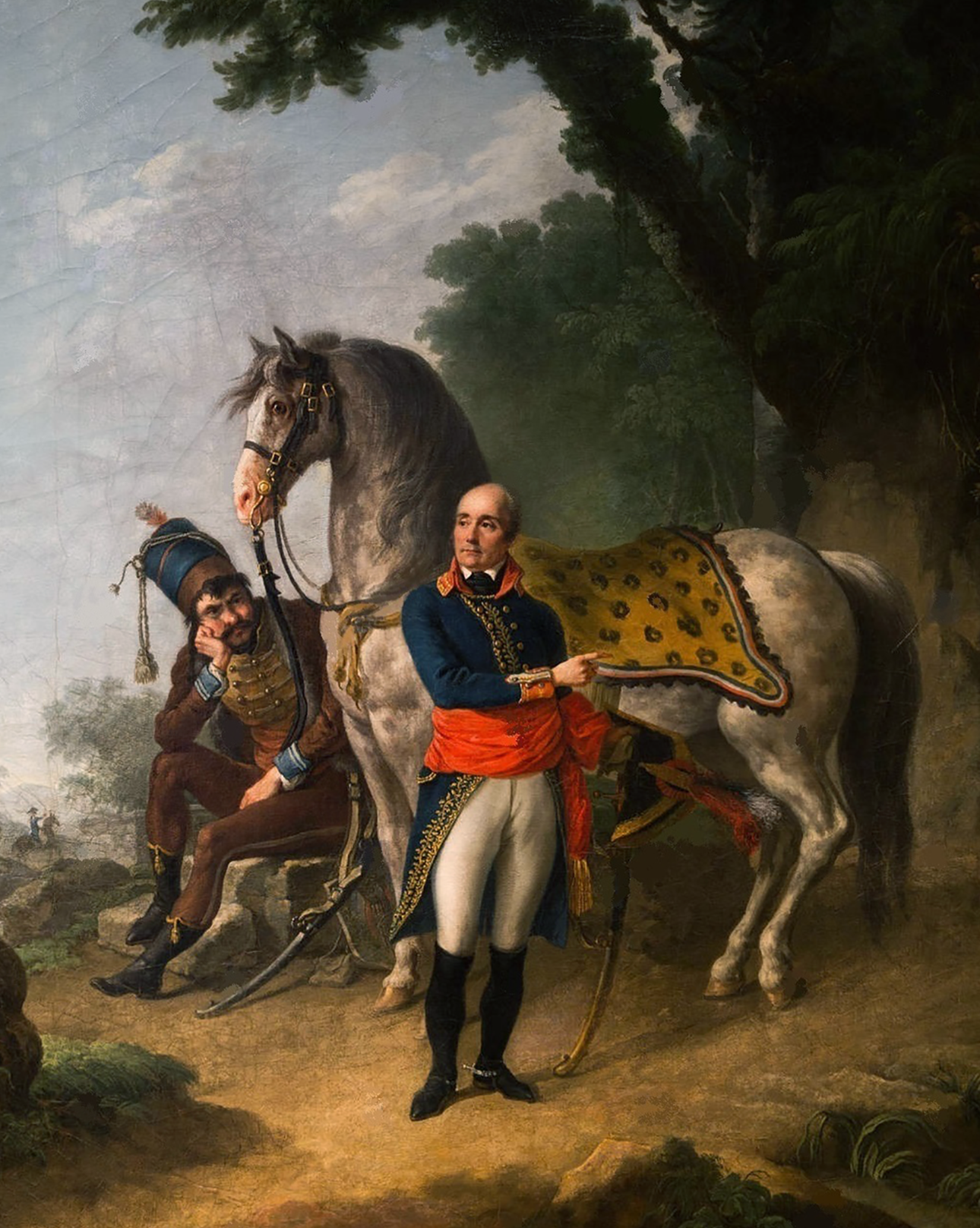
Generaal Joseph Marie Servan de Gerbey (c.1800)
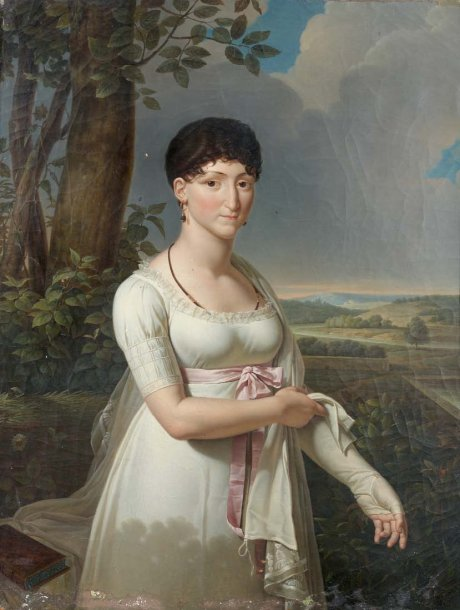
Thaïs Bertier de Sauvigny (c.1800)
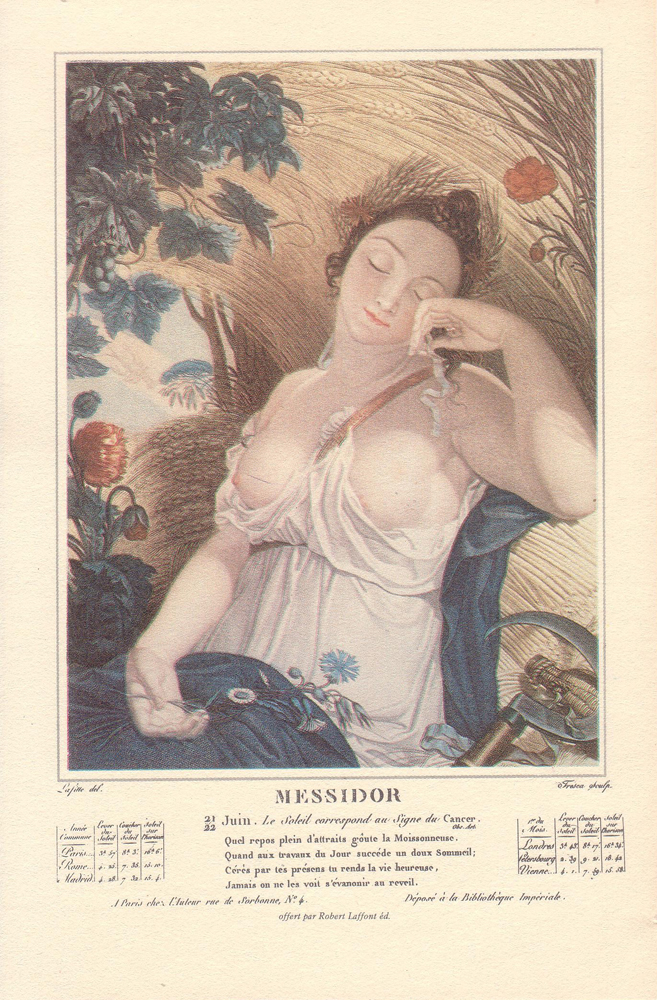
Oogstmaand (Messidor), Franse republikeinse kalender (c.1797) Ets van Salvatore Tresca naar Lafitte